# Kupljenovo
 Kupljenovo  falu Horvátországban Zágráb megyében. Közigazgatásilag Zaprešićhez tartozik.

## Fekvése
Zágráb központjától 19 km-re északnyugatra, községközpontjától 9 km-re északra a Medvednica-hegység nyugati lábánál, a Korpona partján fekszik. 

## Története
A településnek 1857-ben 301, 1910-ben 493 lakosa volt.
Trianon előtt Zágráb vármegye Zágrábi járásához tartozott. 2011-ben 708 lakosa volt.

## Lakosság
| Lakosság változása | Lakosság változása | Lakosság változása | Lakosság változása | Lakosság változása | Lakosság változása | Lakosság változása | Lakosság változása | Lakosság változása | Lakosság változása | Lakosság változása | Lakosság változása | Lakosság változása | Lakosság változása | Lakosság változása | Lakosság változása |
| ------------------ | ------------------ | ------------------ | ------------------ | ------------------ | ------------------ | ------------------ | ------------------ | ------------------ | ------------------ | ------------------ | ------------------ | ------------------ | ------------------ | ------------------ | ------------------ |
| 1857               | 1869               | 1880               | 1890               | 1900               | 1910               | 1921               | 1931               | 1948               | 1953               | 1961               | 1971               | 1981               | 1991               | 2001               | 2011               |
| 301                | 341                | 324                | 424                | 447                | 493                | 501                | 544                | 559                | 628                | 644                | 618                | 682                | 722                | 705                | 708                |

## Külső hivatkozások
- Zaprešić város hivatalos oldala Archiválva 2012. április 14-i dátummal a Wayback Machine-ben
- Zaprešić információs portálja Archiválva 2012. február 26-i dátummal a Wayback Machine-ben
- Zaprešić turisztikai egyesületének honlapja